# Mătăsaru
Mătăsaru é uma comuna romena localizada no distrito de Dâmboviţa, na região de Muntênia. A comuna possui uma área de 51.14 km² e sua população era de 5614 habitantes segundo o censo de 2007.